# 前西关遗址
前西关遗址，位于中国河北省石家庄市前西关村，为石家庄市藁城市的一个省级文物保护单位，类型为古遗址，公布时间为1982年7月23日。
前西关遗址的历史年代为商。